# Karshults naturreservat
Karshults naturreservat är ett naturreservat i Motala kommun i Östergötlands län.
Området är naturskyddat sedan 2019 och är 34 hektar stort. Reservatet är beläget vid Borens norra strand och omfattar ädellövskogett med ek och ett större skogskärr med mycket ask, klibbal och hägg. 